# Nowhere (evento)
Il Nowhere è un festival artistico, ispirato al Burning Man statunitense, che si svolge ogni anno a luglio nel Deserto di Los Monegros, una zona semi-desertica nella Provincia di Saragozza, in Aragona nel nord-est della Spagna. Il Nowhere è un evento regionale europeo ufficiale del Burning Man ed è ispirato agli stessi principi, ma data la distanza culturale e geografica l'evento possiede caratteristiche molto diverse.
Le condizioni estreme e la bellezza aspra del paesaggio semi-desertico spagnolo favoriscono la creazione di un contesto di sperimentazione e creazione. La partecipazione è un elemento chiave della manifestazione e tutti sono chiamati a essere coinvolti in qualche modo.

## Principi
Il Nowhere è fondato su dieci principi fondamentali, che sono ripresi dagli omologhi dieci principi del Burning Man, ma che sono stati modificati per adattarli alle caratteristiche peculiari dell'evento.
1. Libera espressione: Sii la persona che sei. Sii la persona che desideri essere. Noi ti rispettiamo e ti apprezziamo, e ci aspettiamo lo stesso da te. Hai la libertà di essere te stesso. Diventa chi sei veramente.
2. Autosufficienza radicale: Sii responsabile per te stesso, mentalmente e fisicamente. Dal cibo e l’acqua fino ad un abbraccio e al riposo, devi prenderti cura di te stesso in un ambiente difficile come Nowhere. Procurati quello che ti serve - e chiedi agli altri aiuto quando ne hai bisogno.
3. Nessun commercio: Dimentica i soldi - non c'è niente da comprare. Rimuovendo il commercio dalla nostra comunità, promuoviamo la cooperazione e la partecipazione. Pianifichiamo in anticipo e lavoriamo insieme. Viviamo senza denaro per ricordarci di ciò che è veramente importante.
4. Non lasciare traccia: Ci prendiamo cura dell’ambiente, come se fosse la nostra casa. Puliamo quando sporchiamo; non abbandoniamo nulla e non lasciamo tracce del nostro passaggio. Dalla polvere alla polvere, lasciamo solamente le nostre impronte.
5. Partecipazione: Partecipa! Nowhere è ciò che creiamo insieme. Quanto più facciamo, quanto più riceviamo. Quando ti unisci agli altri nel gioco e nel lavoro tu diventi parte di Nowhere. Il tuo contributo è più prezioso di quanto credi.
6. Inclusione: Accogliamo chiunque. Ognuno porta alla nostra comunità il proprio contributo unico. Includi gli altri nello stesso modo in cui desideri essere incluso, con rispetto, considerazione e tolleranza.
7. Regalare: Diamo il nostro tempo, la nostra energia e i nostri doni senza aspettarci niente in cambio, per aiutare gli altri e perché ci fa sentire bene. Dall’offrire una birra fredda all’aiutare a tirar fuori un picchetto della tenda, fino all’offrire una spilletta, i nostri doni vengono dal cuore.
8. Cooperazione: Da come lavoriamo insieme a come comunichiamo, la cooperazione è al centro di Nowhere. Se possiamo rendere la vita più facile, lo facciamo. Se siamo in grado di rendere la vita migliore, lo facciamo. Insieme siamo più forti.
9. Comunità: Ci aiutiamo a vicenda come se fossimo tutti parte della stessa famiglia. Un gruppo eterogeneo di persone diverse e autosufficienti, siamo uniti nel nostro bisogno di essere parte di qualcosa di più grande di noi stessi. Comunità, altri, se stessi - tutto unito da tolleranza e gioia.
10. Immediatezza: Essere qui adesso e non essere in nessun luogo. Il momento è importante. Tutto questo sparirà presto, goditelo adesso. Fai esperienze, partecipa, vivi. Questo è tutto quello che c'è, goditelo!